# Ecquetot

Ecquetot este o comună în departamentul Eure, Franța. În 1 ianuarie 2022 avea o populație de 388 de locuitori.